# Spilosoma pales
Spilosoma pales là một loài bướm đêm thuộc phân họ Arctiinae, họ Erebidae.